# Pierre Bullet

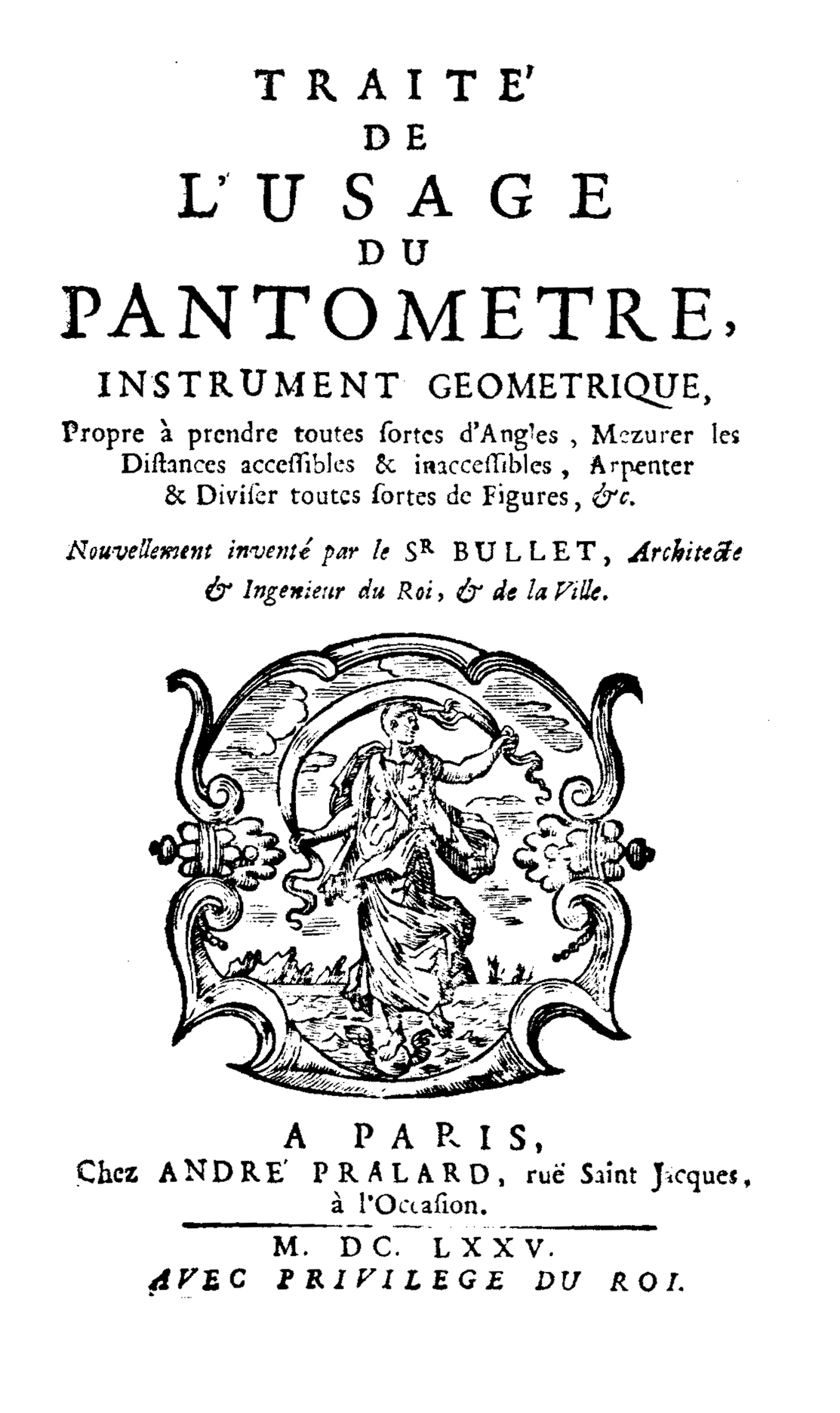
Traité de l'usage du pantometre, 1675

Pierre Bullet (1639 - 1716) foi um arquiteto francês.
Construiu a Porte Saint-Martin (1674) e a igreja Saint-Thomas d'Aquin. Em 1676, com François Blondel, publica o Plan de Bullet e Blondel.
O seu filho Jean-Baptiste Bullet de Chamblain (1665-1726), também foi arquiteto.